# 理不尽
| ウィキペディアには「理不尽」という見出しの百科事典記事はありません（タイトルに「理不尽」を含むページの一覧/「理不尽」で始まるページの一覧）。 代わりにウィクショナリーのページ「理不尽」が役に立つかもしれません。 |